# Browar w Lęborku
Browar w Lęborku (także: Stary browar Magdalińskich) – zabytkowy browar zlokalizowany przy Alei Wolności w Lęborku. W 1989 został wpisany do rejestru zabytków.
Obiekt wybudowano w 1898 (ostatecznie ukończono go w 1928) w stylu neogotyckim, nawiązującym do architektury obronnej. Był własnością rodziny Magdalińskich, zamożnych przemysłowców lęborskich (z tej rodziny wywodziła się Teresa Nipkow, matka Paula Nipkowa). 
Po przebudowie wnętrza budynek stanowi obecnie pasaż handlowo-usługowy Stary Browar. Dawna słodownia (podwórze) dostosowana została do funkcji przychodni lekarskiej (pozostały tylko ściany zewnętrzne). Na elewacji od strony Alei Wolności znajduje się fresk przedstawiający Króla Chmielu i Browarnictwa - Gambrinusa.